# クライマックス・レイプ 剥ぐ!
『クライマックスレイプ 剥ぐ!』は1979年に公開された日本映画。

## 概要
恋人をレイプされた青年の、その後の暴走と彷徨を描く。

## スタッフ
- 監督：藤井克彦
- 製作：細越省吾
- 企画：村井良雄、山田耕大
- 脚本：斉藤信幸
- 撮影：安藤庄平
- 照明：熊谷秀夫
- 美術： 林隆
- 編集： 山田真司
- 録音： 福島信雅
- スチール：浅石靖
- 助監督：菅野隆
- 制作補：天野勝正

## キャスト
- 北村由希：水島美奈子
- 筑波エミ：筑波恵美
- 河島杏子：岡本麗
- 河島正義：大河内稔
- 吉川早苗：川島めぐ
- 高橋：椎谷建治
- 丸山修：酒井昭
- 西田：麿のぼる
- 少年A：松風敏勝
- 河島正雄：高橋淳
- 北村道子：森みどり
- 桜井圭子：若松みどり
- 少年B：栗木靖治
- 少年C：久米歓児
- 技斗：田畑善彦